# Paramitha Rusady
Paramitha Rusady (nacida en Makassar, Sulawesi del Sur, el 11 de agosto de 1966) es una actriz, presentadora y cantante indonesia. Su nombre verdadero y familiar es Mitha de profesión de actriz y cantante en el mundo del espectáculo que empezó en la década de los años 1980 hasta la década de los años 2000. También había estudiado junto al famoso compositor contemporáneo de Indonesia, Slamet Abdul Sjukur.

## Anuncios
- 1999 - 2004 Ovale (Face Toner).
- 2003 K-100 (Cold Reliever).
- 2000 - 2002 Sari Puspa (Mosquito Repellent).
- 2001 Woods (Cough Syrup).
- 1999 - 2000 Ajinomoto (Seasoning).
- 1999 Texana (Fabric).
- 1998 - 2000 Waisan (Digest Reliever).
- 1995 - 1999 Tegarlah Indonesiaku, with Ully Sigar Rusady (PSA).
- 1997 Carvil (Slipper).
- 1995 Priti (Soap).
- 1990 - 1997 Barbara Walden (Hair Care).

## Ceremonias
- Ci Luk Baa (1974)
- Akuarium (1982)
- Capcom TV (1987)
- Edu-Games vs CAPCOM (1998)
- Alam Fantasi (2001)

## Filmografía
- Ranjau-Ranjau Cinta (1983)
- Galau Cinta di SMA (1985)
- Kidung Cinta (1985)
- Ketika musim tiba (1986)
- secawan anggur kebimbangan (1986)
- Merpati Tak Pernah Ingkar Janji (1986)
- Ketika Musim Semi Tiba (1986)
- Aku Benci Kamu (1987)
- Namaku Joe (1988)
- Cinta Anak Jaman (1988)
- Makelar Kodok (1989)
- Si Kabayan Saba Kota (1989)
- Blok M (1990)
- Untung Besar (1990)
- Dua kekasih (1990)
- Boleh-Boleh Aja (1990)
- Makelar Kodok Untung Besar (1990)
- Boss Carmad (1990)
- Pagar Ayu (1990)
- Catatan Si Boy IV (1990)
- Catatan Si Boy V (1991)
- Pesta (1991)
- Lupus V (1991)
- Kuberikan Segalanya (1991)
- Selembut Wajah Anggun (1992)

## Sinetron
- Petualangan Cinta Nyi Blororng
- Timun Emas
- Cinderella
- Bawang Merah Bawang Putih
- Cindelaras
- Samson dan Delilah
- Halimun
- Tembang Sendu
- None
- Hati Seluas Samudra
- Kubersujud
- Berikan Aku Cinta
- Cinta Tak Pernah Salah
- Untukmu Segalanya
- Janjiku
- Karmila
- Permataku
- Maha Pengasih
- Wajah Penuh Cinta
- Kau Bukan Milikku
- Jangan Rebut Suamiku
- Pintu Hidayah special Hari Ibu
- Maha Kasih episode Ingin Punya Anak
- Iman
- Do'a
- Turun Ranjang
- Biar Cinta Bicara
- Istri Kedua
- Anugrah
- Putri Yang Ditukar
- Kutunggu Kau di Pasar Minggu
- Surga Ke 2

## Álbum/Síngles
- Kisah Buku Harianku
- Soundtrack Merpati Tak Pernah Ingkar Janji
- Soundtrack Sinetron Berikan Aku Cinta
- Malam Minggu (Tiga Dara-Paramitha Rusady, Silvana Herman, Ita Purnamasari)
- Nona Manis (Tiga Dara-Paramitha Rusady, Silvana Herman, Ita Purnamasari)
- Hanya Cinta (Tiga Dara-Paramitha Rusady, Silvana Herman, Ita Purnamasari)
- Kidung (3 Bidadari-Paramitha Rusady, Desy Ratnasari, dan Yuni Shara)
- Memang Aku (Dengan Logika) (Tiga Dara-Paramitha Rusady, Silvana Herman, Ita Purnamasari-Single)
- Tanpa Dirimu
- Jangan Ada Air Mata
- Soundtrack Janjiku
- Soundtrack Karmila
- Rasa Cintaku
- Maha Pengasih-Single
- "Pinus dan Cinta" karya Oscar dan Otto dalam album lomba Cipta Lagu Hutan 1987.

## Logros

### Film
- Pemeran Utama Wanita Terbaik FFI 1989 (Si Kabayan Saba Kota)
- Peran Pembantu Wanita FFI 1990 ( Blok M)
- Peran Utama Wanita Terbaik FFI 1991 (Boss Carmad )
- Peran Utama Wanita Terbaik FFI 1992 (Selembut Wajah Anggun )
- Peran Pembantu Wanita FFI 1992 (Kuberikan Segalanya)

### Sinetron
- Nominator Pemeran Utama Perempuan Terbaik pada Festival Sinetron Indonesia (FSI) 1997 lewat film "Ku Bersujud"
- Aktris Drama Favorit versi Panasonic Award 1997
- Artis Pilihan Kedua tahun 2000 Pilihan Pembaca Tabloid C&R